# Gérard Lebrun
Pour les articles homonymes, voir Lebrun.
Gérard Lebrun, né le 7 février 1930 à Saint-Denis et mort le 10 décembre 1999 à Paris 15e, est un philosophe et historien franco-brésilien, spécialiste de philosophie allemande. Il est le frère de l'actrice Danièle Lebrun.

## Biographie
Gérard Lebrun obtient l'agrégation de philosophie en 1955, après avoir préparé le concours auprès du caïman Michel Foucault. Il enseigne alors durant trois années scolaires dans l'ancienne médersa d'El Biar récemment devenue lycée franco-musulman d'Alger, avant d'être nommé en 1959 au lycée de Rennes, ville dans laquelle il fait la connaissance de Gilles-Gaston Granger son futur collègue d'université. En 1960, il est détaché par le ministère des Affaires étrangères pour recevoir l'élection au titre de « professeur français » du département de philosophie de l'université de São Paulo au Brésil. Il devient rapidement une figure à part entière du paysage intellectuel brésilien ; la ville de São Paulo lui décernera même le titre de citoyen d'honneur.
C'est en 1966 que Lebrun revient en France, où il obtient un poste d'assistant de recherche à la Faculté des lettres d'Aix-en-Provence et devient le collègue de Granger. En 1971, il soutient en Sorbonne ses thèses. La principale consiste dans son essai sur la troisième critique kantienne paru l'année précédente, tandis que la secondaire, portant sur Hegel et dirigée par Maurice de Gandillac, est éditée l'année suivante sous le titre de Patience du concept. Il est alors élu maître de conférence à l'université de Provence, où il obtient une chaire de professeur en 1975. Il y dirige les recherches de futurs universitaires, comme la spécialiste de Leibniz Martine de Gaudemar.
Il a été au Brésil pendant deux périodes: la première, au début des années 1960, la deuxième, à compter du milieu des années 1970 et cela pendant presque vingt ans, en alternant sa présence en Amérique du Sud et en France.
La mort prématurée de son fondateur pousse Lebrun à prendre la direction de l'Institut d'histoire de la philosophie. Il occupe cette fonction de 1983 jusqu'à sa retraite universitaire en 1999. Il meurt d'un accident vasculaire cérébral en décembre de l'année universitaire suivante, laissant orphelin le département de philosophie de l'université aixoise.
Il est inhumé au cimetière de Montmartre (division 23).

## Publications
- Kant et la fin de la métaphysique : essai sur la "Critique de la faculté de juger", coll. « Philosophies pour l'âge de la science », Paris : Armand Colin, 1970 ; rééd. dans la coll. « Livre de poche — Références : philosophie », Paris : Librairie générale française, 2003.  (ISBN 2-253-90598-4)
- La Patience du concept : essai sur le discours hégélien, coll. « Bibliothèque de philosophie », Paris : Gallimard, 1972.  (ISBN 2-07-028109-4)
- L'Envers de la dialectique : Hegel à la lumière de Nietzsche, texte établi, annoté et présenté par Paul Clavier et Francis Wolff, coll. « L'ordre philosophique », Paris : Éditions du Seuil, 2004.  (ISBN 2-02-057797-6)
  - Texte paru initialement en traduction lusophone (par Renato Janine Ribeiro), sous le titre : O avesso da dialética : Hegel à luz de Nietzsche, São Paolo : Companhia das Letras, 1988.  (ISBN 85-7164-007-6)
- Kant sans kantisme, études réunies et commentées par Paul Clavier et Francis Wolff, texte établi par Jean-Baptiste Fournier, coll. « Ouvertures », Paris : Fayard, 2009.  (ISBN 978-2-213-63734-1)
- Pascal. Voltas, Desvios et Reviravoltas, éd. Brasiliense, São Paulo, 1982. Ed. fr. Pascal. Tours, détours et retournements, rétroversion, édition et notes de Francis Wolff, Éditions Beauchesne, 2016.